# 大阪市消防局
大阪市消防局（おおさかししょうぼうきょく、Osaka Municipal Fire Department）は、大阪市（大阪市役所）の消防部局（消防本部）。
日本では東京消防庁に次ぐ規模で、装備も人員も充実している。消防大学校にも講師を送り込んでいる。
規模が大きいため、日頃から周辺市や兵庫県への出動はもちろん、大規模災害時には緊急消防援助隊として大阪府外や国際消防救助隊（国際緊急援助隊の一員）として日本国外へ派遣される場合もある。阪神・淡路大震災でも活躍しており、活動記録は専門書として出版されている。2011年3月11日に発生した三陸沖を震源とする東北地方太平洋沖地震に伴う東日本大震災にも、緊急消防援助隊大阪府隊として指揮支援隊はもちろんのこと多数の消火・救助・救急部隊を発災日から被災地に派遣した。
近年は国際協力機構（JICA）からの研修生も多数受け入れ、世界中に日本式近代消防戦術を広める国際的にも重要な役割を担っている。

## 沿革
- 1948年（昭和23年）3月：自治体消防として発足する。
- 2008年（平成20年）3月：旧庁舎（西区新町一丁目26番3号）の老朽化に伴い、大阪市交通局（現・大阪市高速電気軌道）旧庁舎があった場所（西区九条南一丁目12番54号）に新庁舎（西消防署併設、交通局新庁舎に隣接）を建設して移転する。

## 組織
- 本部
  - 総務部 : 総務課、施設課
  - 企画部：企画課、人事課、高度専門教育訓練センター
  - 予防部 : 予防課、規制課
  - 警防部 : 警防課、司令課
  - 救急部：救急課
- 消防署: 25消防署・64出張所

## 主力機械
車両
※括弧は、常備車と予備車の数。
- 消防車：205台（50台）
- 救急車：69台（15台）
- その他の消防車両：35台（42台）
- 消防車両以外の車両：（52台）
- 消防艇：2艇
- 消防救助艇：1艇
- 消防ヘリコプター：2機
  - 合計458台（159台）

消防ポンプ車
- 消防ポンプ車（P）：0台（0台）

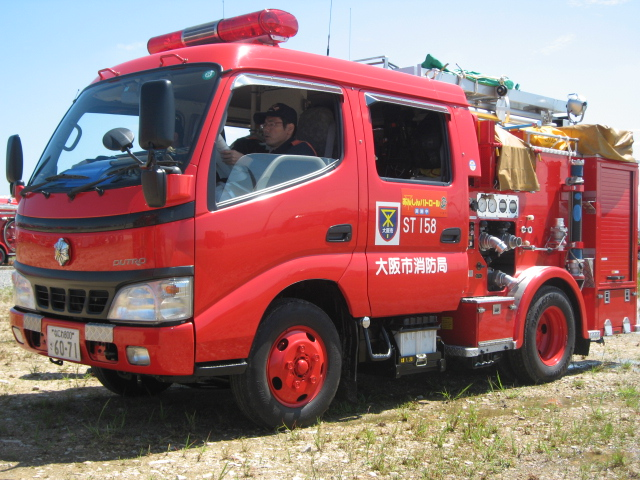
東住吉消防署のスモールタンク車

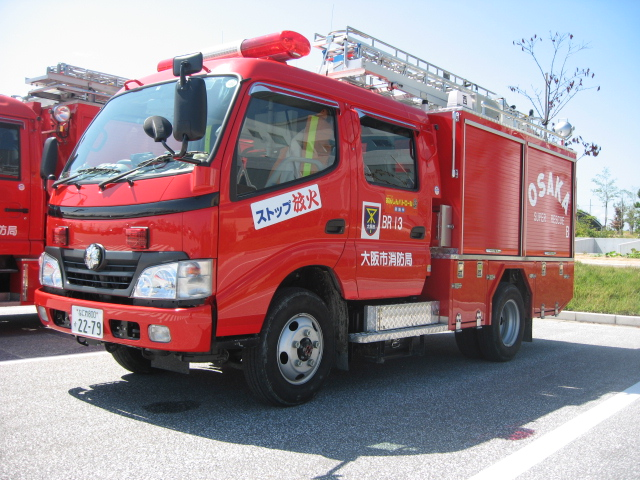
阿倍野消防署のIV型救助工作車

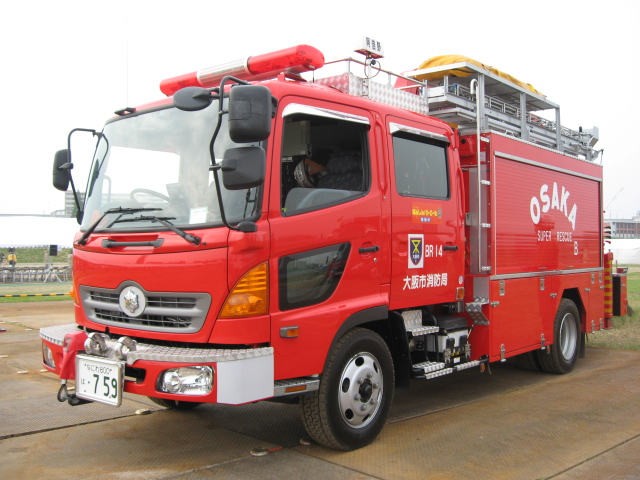
西消防署のⅢ型救助工作車

- タンク車（T）：0台（1台）- 一般的なI-B型と同じだが配備数は極めて少ない。
- 小型タンク車（ST）[3]：106台（38台）- 大阪市消防局の主力車輌。狭隘路が非常に多い市内の実情に合わせた、小型車両でも資機材が多く積載できる大阪市の独自仕様の代表例。吸管の巻き方・艤装等は他の本部に類が無く通称「大消仕様」と呼ばれる。地元企業である小川ポンプ工業艤装の車両が多く、シャーシにはホイールベースの短い三菱・キャンターや日野・デュトロが選定される。
  - 尚、2017年度（平成29年度）以降導入のST車は後者のハイルーフ仕様になる模様であり、2017年（平成29年）初頭（2016年度／平成28年度）には三連梯子装備の実車（ST106等）と、そうでない実車（ST119等）が9つの署所に配備されている（ハイルーフはベルリング製、車両は従来通り小川ポンプ製）
- 中型タンク車（MT）：8台

救助車 : 「救助隊」が運用する救助車と「特別救助隊（AR・BR・CR）」及び「本部特別高度救助隊（ASR）」が運用する救助工作車の2種類となっている。
- 救助車（R）：16台（9台）- 小型水槽付ポンプ車または水槽付ポンプ車に救助資機材とフロントウインチを搭載した車両で外観はポンプ付き救助車である[4]。

- 救助工作車：12台 - Ⅲ型[5]とIV型[6]が配置されており、内訳はAR1台・BR6台・CR4台・ASR1台。阪神・淡路大震災後の組織改編に伴い、市内東西南北の各方面に創設された特別救助隊の車輌として、A・B・C救助隊車輌の部類に分けて配備された。  車種はAR（Air Rescue：航空救助隊）とCR（Chemical Related Rescue：化学災害救助隊）全車、そしてBR（Big Scale Disaster Rescue：大規模災害救助隊）6隊中4隊はIV型、残るBR2隊とASRはⅢ型[7]である。これは大阪市内には狭隘な地区が多数ある事から、大型車では直近部署出来ず迅速な救助活動に支障をきたす場合があるためである。ただし、IV型は本来は2台1組で運用されるが、大阪市では各署に1台ずつの配備のために救助資機材を全て積む事が出来ず、事案に合わせて機材を積み替えたりしている。 なお、退役予定だったII型救助工作車が、東日本大震災で所属車両のほとんどを喪失した岩手県の釜石大槌地区行政事務組合消防本部に無償譲渡された。

はしご車
- 梯子車（L）：27台 - 水上署を除く市内各24消防署に1台ずつと東住吉署矢田出張所・浪速署浪速出張所・住之江署南港出張所に配備されている。最大級である50m級が中央署・北署に、15m級が東住吉署矢田出張所に配備されている。A-2級ポンプを搭載している車両もある。
- 高所活動車（LT）：3台 - 2010年度（平成22年度）に2台（日野・デュトロ）、2013年度（平成25年度）に1台（いすゞ・エルフ）をそれぞれ導入、中央署上町出張所・阿倍野署・北署に配備。入り組んだ路地に中高層建物が多数点在している大阪市内において、従来の梯子車では進入できなかった災害点にも直近部署可能である[8]。特徴として伸縮水路管が搭載されている他、阿倍野署と北署配備の車輌は照明装置も搭載され、照明塔車としての役割も果たす事が出来る。

なお、かっては空中放水車（S：一般的には高所作業車・スノーケル車）も配備されていた。
化学車
- 化学車（C）：6台 - 一般的に4tベースの化学車が知られているが、大阪市消防局では4tベースの車輌は1台しかなく、大型化学車が多数である。市内でも化学系・製鉄関連工業地区が特に多い此花区や大正区に重点的に配備されている。
- 原液搬送車（AT）：3台

救援車

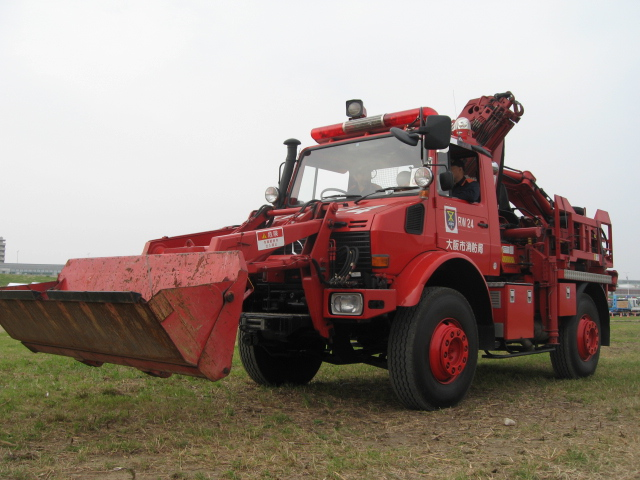
震災工作車（引退済み）

- 救助支援車（SR）：4台 - 浪速署・城東署・北署・天王寺署元町出張所に配備されている。排煙高発泡車と空気充填車の機能を併せ持つ車両。
- 救助器材車(RE）：5台（3台） - 後部ハッチをもつマイクロバス型の人員輸送と資機材搬送の用途を兼ねた災害対応多目的車。近年はトヨタ・ハイエースベースの器材車も配備されている。

水上署・都島署配備の車輌はマイクロバス型（日産・シビリアン）で水難救助隊（DR：Diving Rescue）の専任車輌として運用。車輌サイドの「OSAKA SUPER RESCUE」の標記で他のREと区別している。
- 救助活動車(RW）：6台 - 阪神・淡路大震災を教訓に、1996年（平成8年）8月12日に西署に配備。そのため震災工作車という別名がある。 1台目は悪路の走破性に優れるメルセデス・ベンツ社のウニモグをベースに製作された。障害物排除を目的に製作されスクラップグラップル付3tクレーン・油圧ブレーカー付バックホウ・放置車輌を移動する為のレッカー装置を搭載、また前後に5t引ウインチ・メタルハライド投光器を1機・ハロゲン投光器2機も備えた万能車輌。平時は阿倍野署に配備され乗り換え運用を行っていた。緊急消防援助隊登録車輌として登録されており近畿ブロックの合同訓練等ではよく見られる1台でもあった。この車両は2013年（平成25年）をもって退役し、入れ替わりに総務省消防庁から重機（遠隔操作が可能なショベルカー）及び搬送車が貸与された。

残りの3台も総務省消防庁からの貸与車輌であり東京消防庁・札幌市消防局・名古屋市消防局・福岡市消防局の4本部にも貸与されているウォーターカッター車・大型ブロアー車・大型除染システム車・特殊災害対策車の4台と同型である。配備先はウォーターカッター車が阿倍野署・大型ブロアー車が住之江署・大型除染システム車が淀川署・特殊災害対策車が西署。
- 大型水陸両用車：岡崎市消防本部に配備されている全地形対応車両『レッドサラマンダー』と同構造の車両が2022年4月に総務省消防庁より無償貸与され、緊急消防援助隊登録車輌として住之江消防署に配備された。国内で2両体制となった[10]。愛称『レッドヒッポ』

特殊車
- 補給車（SC）：4台 - 東京消防庁で採用されている補給車に類似する 日産・シビリアンの車輌で本局に配置。第二出場以降で出場する。もう1台は総務省消防庁からの貸与車輌で全国の政令市消防本部に貸与された燃料補給車と同型である。

救急車

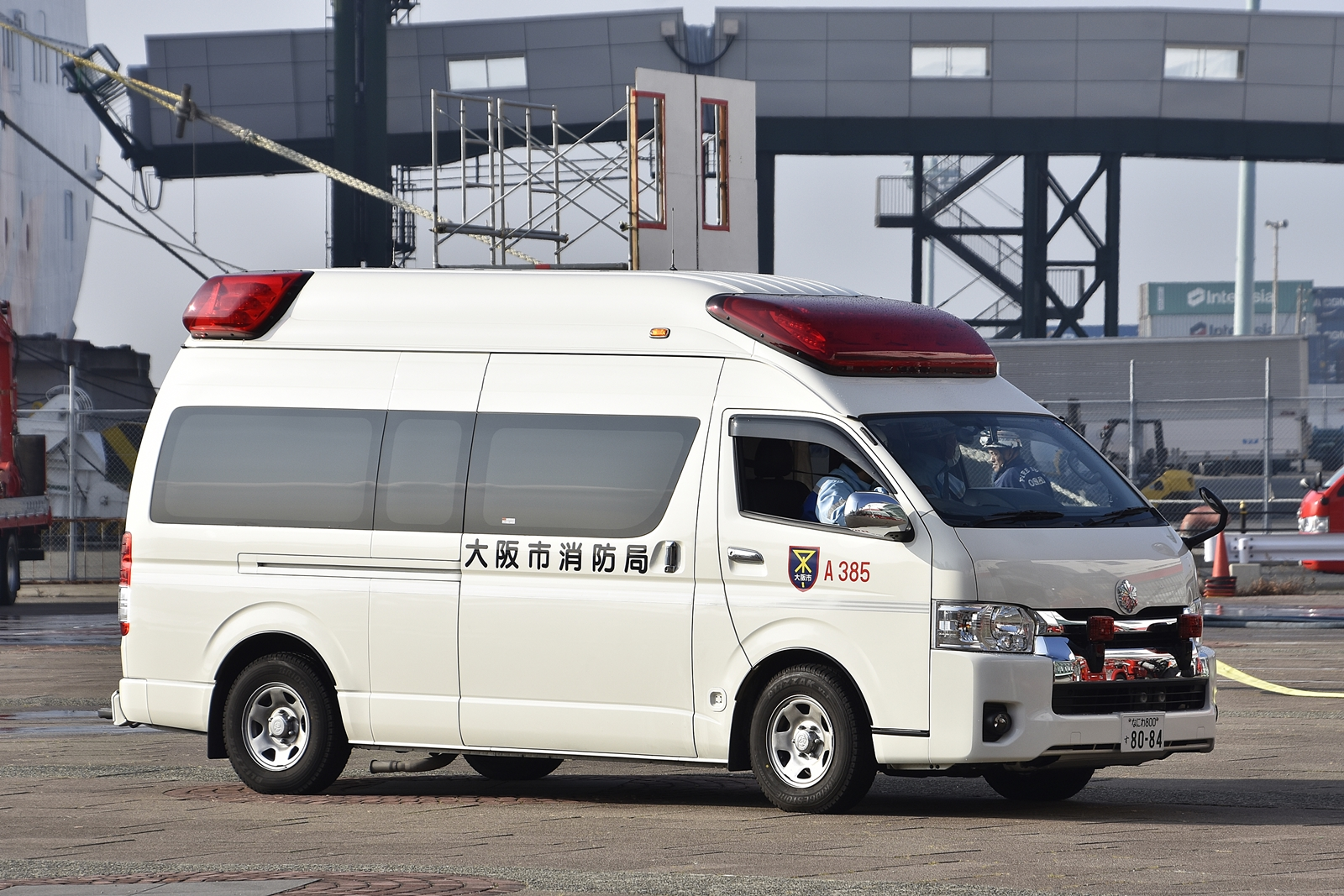
救急車（浪速消防署恵比寿出張所配備のA385、トヨタ3代目ハイメディック4型）

- 高規格救急車（A）：100台（25台）- 近年の救急出動件数の増加に伴い、救急隊が大幅に増強された。車両全体に色帯のない真っ白の救急車で知られているが、2003年度（平成15年度）以降に導入された車種には両サイドに反射材のテープ、2004年度（平成16年度）以降に導入された車輌には後部のバックドアのガーニッシュ付近に色帯が貼り付けられた。これらは日中や夜間の視認性の向上が目的とみられる。本来は車輌全体を白の反射材のテープで統一する予定だったが、道路運送法に抵触することがわかり、リアゲートだけを赤色反射材のテープを貼る方式に変更された。2006年度（平成18年度）以降に更新された車輌は、前面補助警光灯が従来の白熱球からLEDに変更され、「大阪市消防局」の表記位置も、後部のボディ側からスライドドア側に変更された。2020年3月頃より側面に「OSAKA FIRE DEPT.AMBULANCE」の英名表記が追加されている。車両は予備車を含めて全て高規格救急車である。 また車種は3代目日産・パラメディックが導入されるまで、予備車を含め全てトヨタ・ハイメディックで統一されていた時期がある。本部名表記は黒であり、かなりベージックとされる[11]。

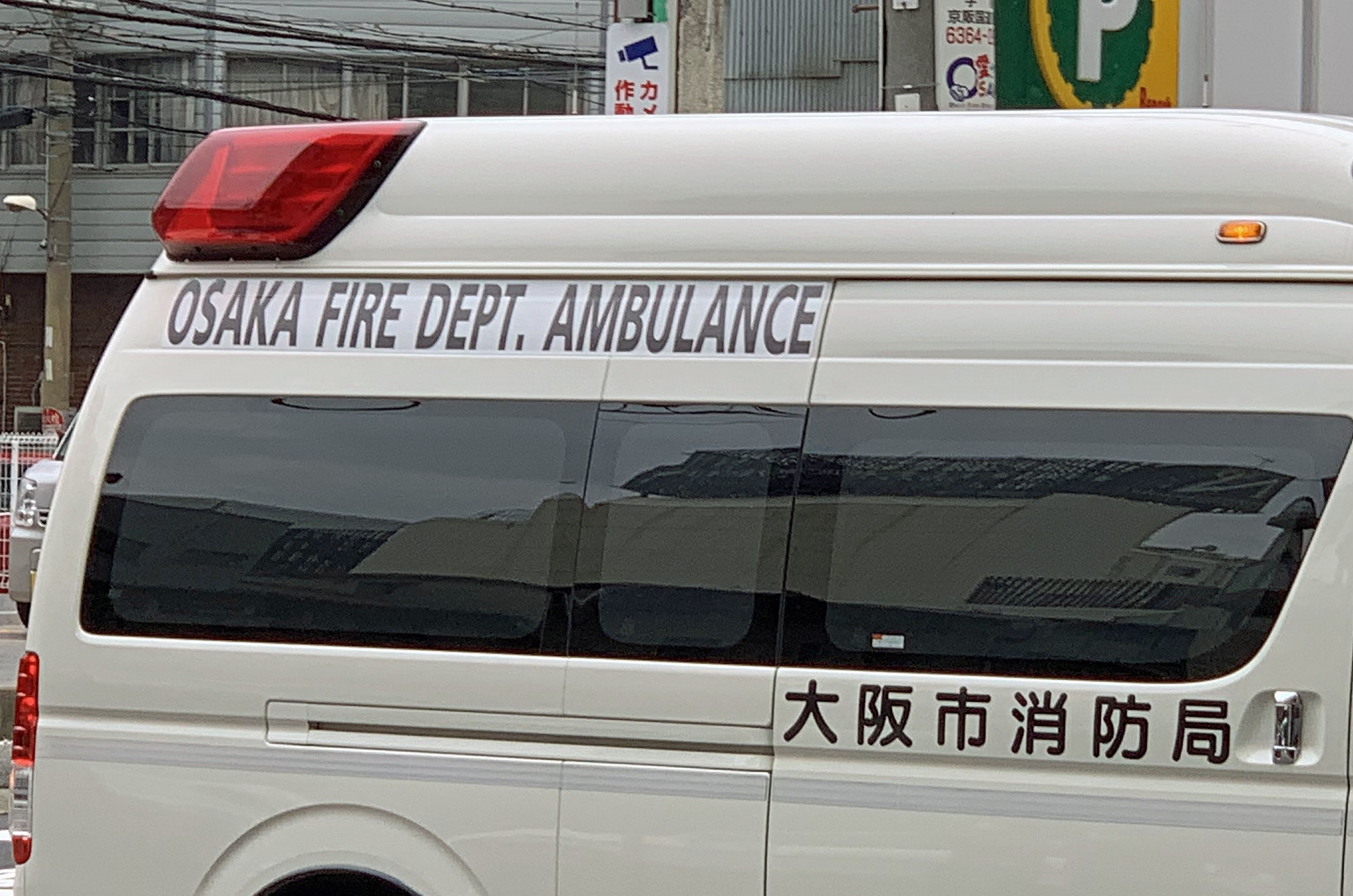
追加された英名表記

基本的に日本の救急車には赤帯があるが、大阪市消防局は赤帯が後部を除いて入れられていない。理由は諸説あるが赤は大阪弁で「だめ」という意味のあかん（＝助からない）に繋がり縁起が悪いからともいわれている。ちなみに日本には、赤色以外の帯が入った救急車も存在する。
その他の消防車両
- 方面隊車：4台（1台）
  - 高機能指揮支援車（DC）：2台（1台）- 2008年（平成20年）4月1日から本局直轄の指揮支援及び安全管理の専任隊として救助指揮支援隊（A.S.R）が西方面隊に発足したが、この部隊は2014年（平成26年）4月より全ての救助活動に対応する本局直轄の本部特別高度救助隊となったために、2015年度（平成27年度）にIII型救助工作車へ更新された。
  - 方面隊指揮車（DC）：5台（1台）- 大阪市消防局では市内を東西南北の4方面に分け方面隊という局直轄の指揮隊を構成している。大阪市消防局の場合、本部指揮車が方面隊指揮車なのである。車種はトヨタ・ハイエースのハイルーフ車が用いられている。現在は車体横に救助指揮支援隊車輌と同じマーキングが施されている。

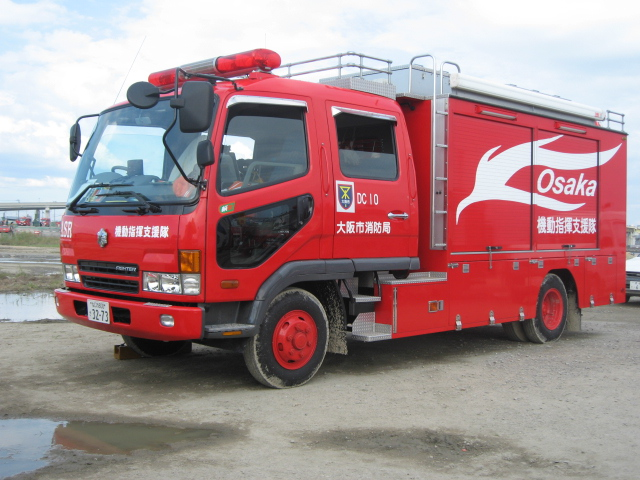
高機能指揮支援車（更新され現在は廃車）

- 指揮車（CC）26台（25台は所轄などに配備）：1台 本部に1台、市内各署に各1台配備されている。車輌はトヨタ・ハイエースや日産・キャラバンのロールーフ車が主に用いられている。2008年（平成20年度）から更新配備された車輌は、それまでのロールーフを廃止してハイルーフ化しているのが特徴である。消防局の予備機動指揮支援車（更新され現在は廃車）

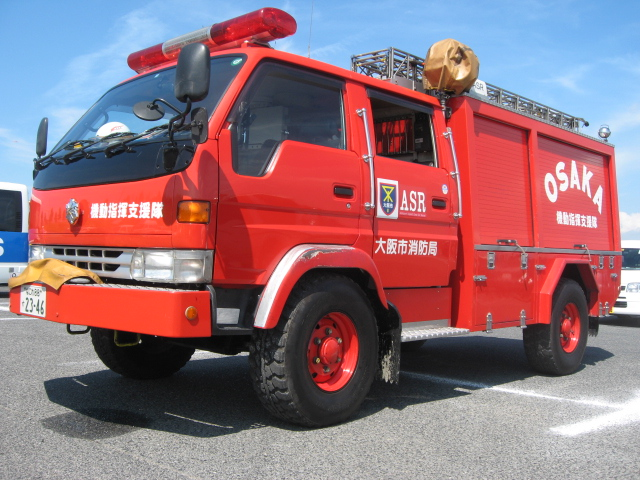
消防局の予備機動指揮支援車（更新され現在は廃車）

- 遠距離大量放水システム用搬送車（DB）：4台 - DBはドラゴンブーストユニットからきている。

倒壊救助ユニットやエアーテントなどの資機材搬送にも使用される。
- 広報車（PI）：33台
- 調査車：1台（2台）
- 救助指導車：（1台）
- 災害活動支援車等：（5台）
- 査察車：２台
- 無線中継車：1台

舟艇・航空機械他
- 消防艇（FB）：2隻 単胴型まいしま・ゆうなぎ（水上署に配備）- 「まいしま」は単胴型消防艇としては国内最大級を誇る。特筆点として救急室が装備されてあり高規格救急医療機器が搭載されている。沿岸船舶からの救急要請や要救助者の救急処置に対応でき、「海の救急車」として傷病者を搬送する事ができる。今後発生が予測される東南海地震・南海地震等を踏まえた装備となっている。竣工は2000年（平成12年）3月30日で建造は金川造船が担当した。「ゆうなぎ」は市内に多く存在する低い橋の下も通過できるよう起倒式マスト、操舵室の屋根は昇降式を採用。さらにバラストタンクを設けバラスト水の搭載により喫水を４・６メートルから１・４メートルまで下げることができる全国初の消防艇。竣工は2012年(平成24年)5月で建造は瀬戸内クラフトが担当した。
- 消防救助艇（RB）：ヤマハ AR210 - 2隻 ゆめしま1号（住之江署南港出張所に配備）ゆめしま2号（都島署東野田出張所に配備）
- 消防ヘリ(H)：2機 - 航空隊（警防部指令課所属）が大阪市に隣接する八尾市の南部に位置する八尾空港に基地を置いている。出場指令が入ると、市内にとどまらず府下全域に出場する。前述のAR・機動指揮支援隊等と連携しており、現場の様子等を撮影し、局の指令情報センターや機動指揮支援車に搭載されたモニターに画像を伝送したりARをピックアップし救助活動を行う他、平時は予防啓発広報の為府内全域を飛行するなど用途は実に多目的である。機種はユーロコプター社が製造したAS365 Nシリーズとエアバス･ヘリコプターズ社のEC155を使用。運行時間外も非常招集にて24時間対応可能である。
  - エアバス･ヘリコプターズ EC155B1(H155)（JA210F）「おおさか」
  - ユーロコプター AS365N3（JA100F)　｢なにわ｣
- 可搬式ポンプ：736台

## 消防署
| 消防署                  | 住所                  | 出張所（★印は救急隊のある出張所） |
| ----------------------- | --------------------- | --- |
| 北消防署                | 北区茶屋町19-41       | 梅田：北区梅田1-3-1-100 本庄：北区本庄西2-8-18 ★浮田：北区浮田2-6-29 与力：北区同心1-5-15 ★南森町：北区南森町1-1-22 ★大淀町：北区大淀北1-4-37 |
| 都島消防署              | 都島区都島本通2-1-8   | 高倉：都島区友渕町2-15-20 ★東野田：都島区網島町9-55                                                                                           |
| 福島消防署              | 福島区吉野3-17-26     | 上福島：福島区福島4-5-32 ★海老江：福島区海老江6-2-27                                                                                          |
| 此花消防署              | 此花区春日出北1-8-28  | 桜島：此花区桜島3-4-98 西九条：此花区西九条5-4-20                                                                                             |
| 中央消防署              | 中央区内本町2-1-6     | 東雲：中央区玉造2-13-12 ★道頓堀：中央区道頓堀1-10-13 南阪町：中央区千日前2-1-15 ★上町：中央区中寺1-2-28                                       |
| 西消防署 （消防局併設） | 西区九条南1-12-54     | ★江戸堀：西区江戸堀1-24-18 ★新町：西区新町1-26-3                                                                                              |
| 港消防署                | 港区弁天1-4-1         | 田中：港区田中2-4-11 |
| 大正消防署              | 大正区小林東3-5-17    | 泉尾：大正区泉尾1-26-4 鶴町：大正区鶴町3-14-1                                                                                                 |
| 天王寺消防署            | 天王寺区上本町8-5-10  | 元町：天王寺区大道2-9-17 |
| 浪速消防署              | 浪速区元町1-14-20     | ★恵美須：浪速区日本橋5-5-10 立葉：浪速区桜川2-14-12 ★浪速：浪速区浪速東3-11-19                                                                |
| 西淀川消防署            | 西淀川区御幣島1-10-20 | 佃：西淀川区佃4-5-2 大和田：西淀川区大和田2-4-43 竹島：西淀川区竹島2-4-4                                                                      |
| 淀川消防署              | 淀川区木川東4-10-12   | 十三橋：淀川区野中南2-1-1 ★加島：淀川区加島1-57-34 東三国：淀川区東三国2-17-4                                                                 |
| 東淀川消防署            | 東淀川区菅原4-4-27    | 豊里：東淀川区柴島3-10-21 ★小松：東淀川区小松3-3-11 井高野：東淀川区北江口1-2-10 柴島：東淀川区豊新5-10-3 ★西淡路：東淀川区西淡路2-5-5        |
| 東成消防署              | 東成区大今里西1-27-13 | 中本：東成区東中本2-1-9 深江：東成区深江北1-13-7                                                                                              |
| 生野消防署              | 生野区舎利寺1-13-8    | 勝山：生野区勝山北3-14-10 ★中川：生野区新今里5-13-5 ★巽：生野区巽東1-10-32                                                                    |
| 旭消防署                | 旭区大宮1-1-11        | 新森：旭区新森2-18-15 赤川：旭区赤川2-16-5 |
| 城東消防署              | 城東区中央3-4-20      | 放出：城東区放出西1-1-17 ★中浜：城東区東中浜2-1-19 関目：城東区成育4-7-18                                                                     |
| 鶴見消防署              | 鶴見区横堤5-5-45      | 今津：鶴見区今津南1-8-12 茨田：鶴見区諸口5-12-11                                                                                              |
| 阿倍野消防署            | 阿倍野区松崎町4-4-30  | 晴明通：阿倍野区晴明通9-16 ★阪南：阿倍野区播磨町1-23-17                                                                                       |
| 住之江消防署            | 住之江区御崎4-11-6    | 平林：住之江区平林南2-12-66 加賀屋：住之江区中加賀屋1-1-28 ★南港：住之江区南港中1-1-53                                                        |
| 住吉消防署              | 住吉区遠里小野1-1-9   | ★苅田：住吉区苅田9-1-19 万代：住吉区万代東4-1-23                                                                                              |
| 東住吉消防署            | 東住吉区南田辺3-4-5   | 北田辺：東住吉区北田辺4-14-3 ★杭全：東住吉区杭全8-1-16 矢田：東住吉区矢田6-7-28                                                               |
| 平野消防署              | 平野区平野南1-2-9     | 加美：平野区加美鞍作1-9-8 ★長吉：平野区長吉長原2-1-4 喜連：平野区喜連西6-2-52 加美正覚寺：平野区加美正覚寺1-7-2                               |
| 西成消防署              | 西成区岸里1-4-26      | ★海道：西成区萩之茶屋3-1-12 ★津守：西成区津守2-1-31                                                                                           |
| 水上消防署              | 港区築港3-1-47        | なし |

## 消防学校
2014年（平成26年）4月1日まで、大阪市消防局には、消防吏員の教育を行う「大阪市消防学校（大阪市消防局消防学校）」があった。消防体制強化と二重行政の解消、大阪消防庁構想のために、2014年（平成26年）4月1日より大阪府立消防学校と統合。これにより、大阪市を含めた大阪府全消防本部の初任科教育は大東市の府立消防学校が担い（名称も変わらず）、旧大阪市消防学校は救急救命士、救助研修等の高等専門教育を担う高度専門教育訓練センターとなった。

## 特別救助隊（AR・BR・CR・DR）
大阪市消防局の特別救助隊はAR・BR・CR・DRの4種の専門部隊に分かれている。通常は特別救助隊として他の救助隊と同様に近隣の災害に出場する。
- AR（Air Rescue：航空救助隊）- 1998年（平成10年）に発足。地上からの救出が困難なケースにおいて消防ヘリコプターに乗り込み航空救助活動を行う。配備先は平野署。
- BR（Big Scale Disaster Rescue：大規模災害救助隊）- 1996年（平成8年）に発足。震災・高圧変電設備災害・放射線災害・地下災害などの災害に対応している。配備先は北署・中央署・西署・阿倍野署・大正署・城東署。救助工作車III型（西署及び北署）に通常の救助資機材に加えて電磁波人命探査装置などの高度救助資機材や放射線防護服を備えているほか、N災害(放射線災害)に対応するために隊員も放射線取扱主任者の資格を保有する。高度救助資機材を有するために単独で高度救助隊としての活動も可能。
- CR（Chemical Related Rescue：化学災害救助隊）- 1997年（平成9年）に発足。化学防護服やあらゆる物質を検知するガスクロマトグラフ分析装置、除染シャワーなど特殊災害に対応する資機材を保有しておりBC災害（B＝生物兵器・C＝化学兵器）に対応する。配備先は此花署・淀川署・東成署・住之江署。陸上自衛隊特殊武器防護隊の研修にも参加している。
- DR（Dive Rescue：水難救助隊）- 2005年（平成17年）に発足、潜水救助活動を必要とする水難救助に対応する。配備先は水上署・都島署。

### 救助隊一覧
| 隊名               | 特定任務            | 配置署所                           | コールサイン |
| ------------------ | ------------------- | ---------------------------------- | ------------ |
| 梅田救助隊         | なし                | 北消防署梅田出張所                 | R104         |
| 福島救助隊         | なし                | 福島消防署                         | R34          |
| 南阪町救助隊       | なし                | 中央消防署南阪町出張所             | R182         |
| 港救助隊           | なし                | 港消防署                           | R58          |
| 天王寺救助隊       | なし                | 天王寺消防署                       | R63          |
| 浪速救助隊         | なし                | 浪速消防署                         | R76          |
| 西淀川救助隊       | なし                | 西淀川消防署                       | R68          |
| 東淀川救助隊       | なし                | 東淀川消防署                       | R80          |
| 生野救助隊         | なし                | 生野消防署                         | R33          |
| 旭救助隊           | なし                | 旭消防署                           | R75          |
| 鶴見救助隊         | なし                | 鶴見消防署                         | R70          |
| 南港救助隊         | なし                | 住之江消防署南港出張所             | R85          |
| 住吉救助隊         | なし                | 住吉消防署                         | R46          |
| 東住吉救助隊       | なし                | 東住吉消防署                       | R55          |
| 西成救助隊         | なし                | 西成消防署                         | R31          |
| 大正特別救助隊     | 都市災害救助隊：BR  | 大正消防署                         | BR15         |
| 城東特別救助隊     | 都市災害救助隊：BR  | 城東消防署                         | BR16         |
| 平野特別救助隊     | 航空救助隊：AR      | 平野消防署                         | AR4          |
| 北特別救助隊       | 都市災害救助隊：BR  | 北消防署                           | BR11         |
| 中央特別救助隊     | 都市災害救助隊：BR  | 中央消防署                         | BR12         |
| 西特別救助隊       | 都市災害救助隊：BR  | 西消防署                           | BR13         |
| 阿倍野特別救助隊   | 都市災害救助隊：BR  | 阿倍野消防署                       | BR14         |
| 此花特別救助隊     | 化学災害救助隊：CR  | 此花消防署                         | CR21         |
| 淀川特別救助隊     | 化学災害救助隊：CR  | 淀川消防署                         | CR22         |
| 東成特別救助隊     | 化学災害救助隊：CR  | 東成消防署                         | CR23         |
| 住之江特別救助隊   | 化学災害救助隊：CR  | 住之江消防署                       | CR24         |
| 水上特別救助隊     | 水難救助隊：DR      | 水上消防署                         | R35 RE6      |
| 都島特別救助隊     | 水難救助隊：DR      | 都島消防署                         | R36 RE7      |
| 本部特別高度救助隊 | 特別高度救助隊：ASR | 消防局警防部警防課（西消防署併設） | ASR10        |

## 本部特別高度救助隊（ASR）
特殊災害機動部隊（スーパーレスキュー：AR・BR・CR・DR）を効果的に運用する目的で2008年（平成20年）4月1日、西方面隊に各救助隊を統括指揮する本局のコマンドレスキュー部隊である「救助指揮支援隊（略称・ASR）」が創設された。
後の2014年（平成26年）4月に救助体制の強化のため、救助指揮支援隊が大規模災害や特殊災害などに対応するために、本局直轄の特別高度救助隊である「本部特別高度救助隊（通称：Advanced Super Rescue=ASR）」となった。
大阪市消防局の特別高度救助隊は消防局警防部警防課に置かれ、2小隊14名により編成されている。救助指揮支援隊が安全管理や指揮支援活動を目的としていたのに対し、都市災害・水難救助・NBC災害・航空救助などAR・BR・CR・DR全ての救助活動を目的とし直接救助活動を行う部隊であり、大阪市全域の災害に出場する他、各救助隊の指導や大規模災害時には緊急消防援助隊大阪府隊の先遣隊として被災入りし活動する役割を担う。同部隊の隊員は他の救助隊員と見分けがつくようにヘルメットが青色であることが特徴である。
なお、本部特別高度救助隊が発足する前は、大規模災害や特殊災害の状況に応じてAR・BR・CRに人員や機材を増強して特殊災害機動部隊を編成し大阪市の特別高度救助隊としていた。

## セーフティーネット・レスキュー（STR）
大阪市消防局では住宅内事故の発生件数が多い行政区や、市内の外縁部で救助隊の到着に時間を要する地域に、通常、消火隊として運用している小型タンク車（ST）に救助活動に対応できるバスケット担架（一部非積載）・三連梯子等の資器材を積載し、住宅内事故に必要な知識及び技術を習得させた隊員で構成された住宅内事故に対応する小隊（STR＝Safety Net Small Tank Rescue）を2017年（平成29年）10月から４隊、2018年（平成30年）10月から４隊の計８隊の運用を開始。2019年（令和元年）10月に４隊、2023年（令和5年）10月に2隊を増隊し、現在は全14隊の運用で現場への到着時間の短縮や活動の迅速性を高める等、より一層の救助体制の強化を図ることが目的としている。
（※）「住宅内事故」とは、住宅内の廊下で転倒する等の日常生活における事故により、自力では外に出ることができない、また、独居の高齢者家族と連絡が取れないといった緊急を要する安否確認等を示す。

### セーフティーネット・レスキュー（指定消火隊）一覧
| 運用開始時期 | 配置署所                  | コールサイン | 備考                  |
| ------------ | ------------------------- | ------------ | --------------------- |
| 平成29年10月 | 西成消防署 海道出張所     | STR160       |                       |
| 平成29年10月 | 平野消防署 加美出張所     | STR190       |                       |
| 平成29年10月 | 淀川消防署 加島出張所     | STR214       |                       |
| 平成29年10月 | 東淀川消防署 井高野出張所 | STR244       |                       |
| 平成30年10月 | 此花消防署 桜島出張所     | STR43        |                       |
| 平成30年10月 | 大正消防署 鶴町出張所     | STR106       |                       |
| 平成30年10月 | 住吉消防署 苅田出張所     | STR175       |                       |
| 平成30年10月 | 旭消防署 新森出張所       | STR186       |                       |
| 令和元年10月 | 住之江消防署 平林出張所   | STR116       |                       |
| 令和元年10月 | 平野消防署 長吉出張所     | STR299       |                       |
| 令和元年10月 | 東淀川消防署 西淡路出張所 | STR172       |                       |
| 令和元年10月 | 西淀川消防署 佃出張所     | STR266       |                       |
| 令和５年10月 | 東成消防署 深江出張所     | STR78        | バスケット担架 非積載 |
| 令和５年10月 | 東住吉消防署 矢田出張所   | STR176       | バスケット担架 非積載 |

## 救急隊

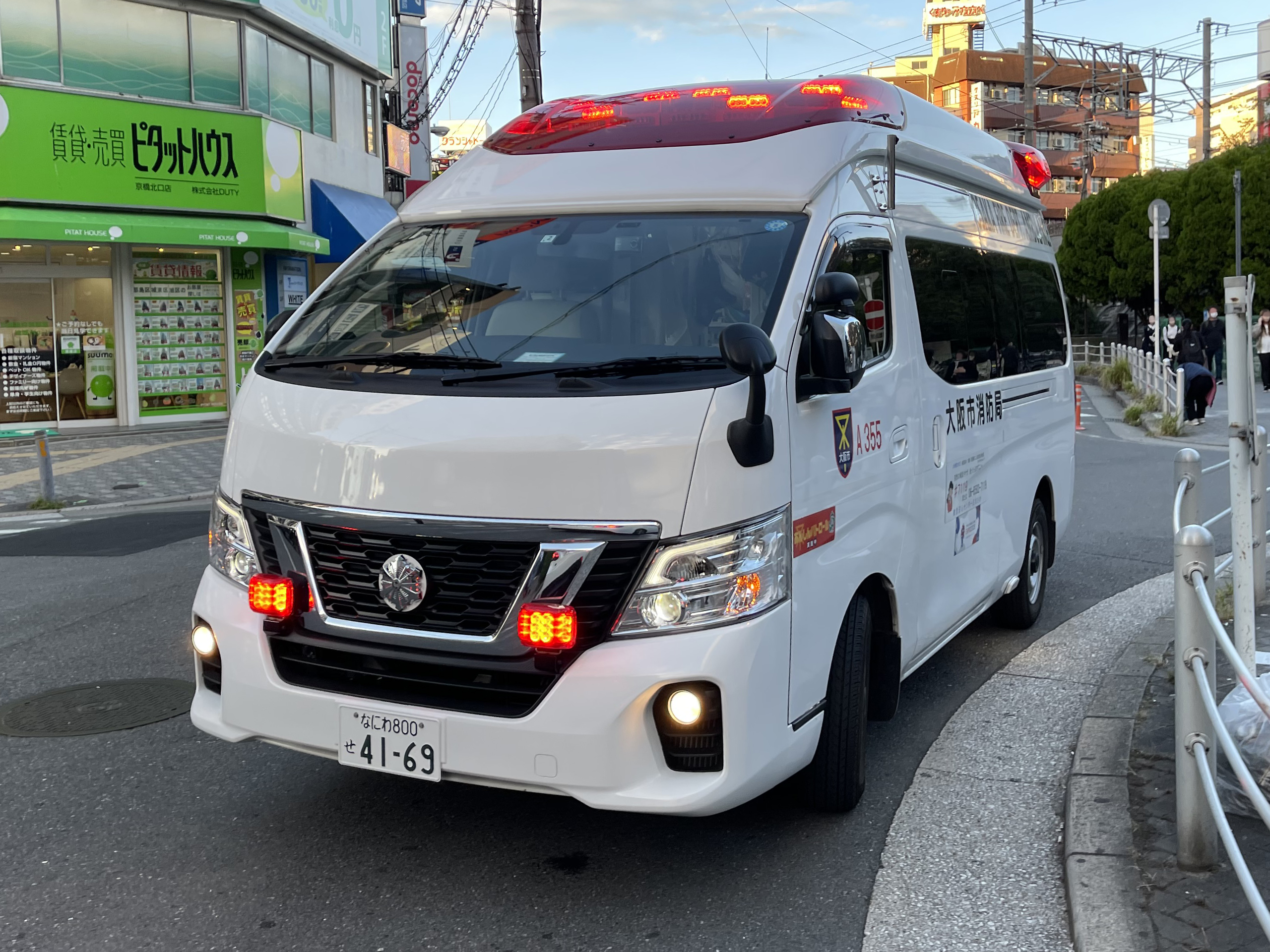
大阪市消防局の高規格救急車の一例（都島消防署・都島第一救急隊A355、3代目日産・パラメディック初期型）

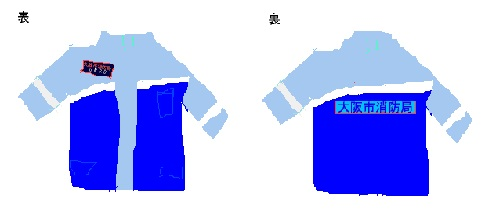
大阪市消防局の感染防止衣 イラスト

大阪市消防局では消防局直轄救急隊1隊及び25消防署と、25出張所に計75隊の救急隊を配置している（救急隊一覧も参照）。全隊救急救命士が所属する。また全隊高規格救急車を運用している。
消防署には最低1隊は必ず配置され、署によっては第2救急隊や予備車が配置されている。また、救急隊のある出張所は基本的に1隊配置だが西成署海道出張所のみ2隊配置である。
資機材は法令で定められた「救急隊が備えるべき資機材」を備えている。服装は法令通り、救急服が被服であるが、基本的にはその上に感染防止衣を着用する。感染防止衣は洗って再利用できるタイプである。
隊長は消防司令補が就くことが多い。 隊員のうち最低1人は救急救命士である。また女性隊員も多い。隊は3人編成である。
隊名は以下の3パターンである。

### 隊名について

#### 1.署所に1隊のみ配置の場合
「署所名＋救急隊」（例：東淀川救急隊）
ただし浪速署のみ管内に浪速出張所が存在するため「浪速本署救急隊」「浪速出張所救急隊」と呼び分けている。

#### 2.1つの署所に2隊配置されている場合
「署所名＋第1 or 第2＋救急隊」（例：城東第1救急隊、城東第2救急隊）

### 救急隊一覧
| コールサイン | 隊名              | 配置署所                   |
| ------------ | ----------------- | -------------------------- |
| A1           | 万博救急隊        | 大阪・関西万博消防センター |
| A12          | 本部指導第1救急隊 | 消防局本部                 |
| A13          | 本部機動第1救急隊 | 消防局九条庁舎             |
| A14          | 本部指導第2救急隊 | 消防局九条庁舎             |
| A15          | 本部機動第2救急隊 | 福島消防署 上福島出張所    |
| A230         | 井高野救急隊      | 東淀川消防署 井高野出張所  |
| A235         | 旭第2救急隊       | 旭消防署                   |
| A236         | 浪速本署第2救急隊 | 浪速消防署                 |
| A237         | 大和田救急隊      | 西淀川消防署 大和田出張所  |
| A238         | 西成第2救急隊     | 西成消防署                 |
| A239         | 東成第2救急隊     | 東成消防署                 |
| A241         | 万代救急隊        | 住吉消防署 万代出張所      |
| A242         | 東三国救急隊      | 淀川消防署 東三国出張所    |
| A270         | 淀川第2救急隊     | 淀川消防署                 |
| A274         | 此花第2救急隊     | 此花消防署                 |
| A275         | 城東第2救急隊     | 城東消防署                 |
| A280         | 津守救急隊        | 西成消防署 津守出張所      |
| A281         | 杭全救急隊        | 東住吉消防署 杭全出張所    |
| A283         | 西九条救急隊      | 此花消防署 西九条出張所    |
| A287         | 平野第2救急隊     | 平野消防署                 |
| A292         | 新町救急隊        | 西消防署 新町出張所        |
| A294         | 鶴見第2救急隊     | 鶴見消防署                 |
| A295         | 浮田救急隊        | 北消防署 浮田出張所        |
| A296         | 天王寺第2救急隊   | 天王寺消防署               |
| A297         | 住吉第2救急隊     | 住吉消防署                 |
| A298         | 喜連救急隊        | 平野消防署 喜連出張所      |
| A299         | 南森町第2救急隊   | 北消防署南 森町出張所      |
| A350         | 西救急隊          | 西消防署                   |
| A351         | 北救急隊          | 北消防署                   |
| A352         | 福島救急隊        | 福島消防署                 |
| A353         | 中央救急隊        | 中央消防署                 |
| A354         | 水上救急隊        | 水上消防署                 |
| A355         | 都島第1救急隊     | 都島消防署                 |
| A356         | 住之江第1救急隊   | 住之江消防署               |
| A357         | 此花第1救急隊     | 此花消防署                 |
| A358         | 港救急隊          | 港消防署                   |
| A359         | 西淀川救急隊      | 西淀川消防署               |
| A360         | 旭第1救急隊       | 旭消防署                   |
| A361         | 阿倍野第2救急隊   | 阿倍野消防署               |
| A362         | 浪速出張所救急隊  | 浪速消防署 浪速出張所      |
| A363         | 西成第1救急隊     | 西成消防署                 |
| A364         | 東住吉第1救急隊   | 東住吉消防署               |
| A365         | 浪速本署第1救急隊 | 浪速消防署                 |
| A366         | 住吉第1救急隊     | 住吉消防署                 |
| A367         | 海老江救急隊      | 福島消防署 海老江出張所    |
| A368         | 大正救急隊        | 大正消防署                 |
| A369         | 海道第2救急隊     | 西成消防署 海道出張所      |
| A370         | 東成救急隊        | 東成消防署                 |
| A371         | 天王寺第1救急隊   | 天王寺消防署               |
| A372         | 生野救急隊        | 生野消防署                 |
| A373         | 淀川第1救急隊     | 淀川消防署                 |
| A375         | 海道第1救急隊     | 西成消防署 海道出張所      |
| A376         | 南港救急隊        | 住之江消防署 南港出張所    |
| A377         | 鶴見第1救急隊     | 鶴見消防署                 |
| A378         | 東淀川救急隊      | 東淀川消防署               |
| A379         | 長吉救急隊        | 平野消防署長 吉出張所      |
| A380         | 城東第1救急隊     | 城東消防署                 |
| A381         | 西淡路救急隊      | 東淀川消防署 西淡路出張所  |
| A382         | 南森町第1救急隊   | 北消防署 南森町出張所      |
| A383         | 東野田救急隊      | 都島消防署 東野田出張所    |
| A385         | 恵美須救急隊      | 浪速消防署 恵美須出張所    |
| A386         | 平野第1救急隊     | 平野消防署                 |
| A387         | 苅田救急隊        | 住吉消防署 苅田出張所      |
| A388         | 道頓堀救急隊      | 中央消防署 道頓堀出張所    |
| A389         | 加島救急隊        | 淀川消防署 加島出張所      |
| A390         | 中川救急隊        | 生野消防署 中川出張所      |
| A392         | 中浜救急隊        | 城東消防署 中浜出張所      |
| A393         | 阪南救急隊        | 阿倍野消防署 阪南出張所    |
| A394         | 江戸堀救急隊      | 西消防署 江戸堀出張所      |
| A395         | 上町救急隊        | 中央消防署 上町出張所      |
| A396         | 阿倍野第1救急隊   | 阿倍野消防署               |
| A397         | 大淀町救急隊      | 北消防署 大淀町出張所      |
| A398         | 小松救急隊        | 東淀川消防署 小松出張所    |
| A399         | 巽救急隊          | 生野消防署 巽出張所        |
| A802         | 住之江第2救急隊   | 住之江消防署               |
| A804         | 東住吉第2救急隊   | 東住吉消防署               |

非常用救急隊 （デイタイム運用、増強隊等含む）
| コールサイン | 配置署所     |
| ------------ | ------------ |
| A254         | 城東消防署   |
| A255         | 住吉消防署   |
| A276         | 西淀川消防署 |
| A277         | 住之江消防署 |
| A278         | 大正消防署   |
| A279         | 生野消防署   |
| A282         | 平野消防署   |
| A283         | 此花消防署   |
| A284         | 東淀川消防署 |
| A285         | 訓練センター |
| A286         | 東成消防署   |
| A288         | 天王寺消防署 |
| A289         | 淀川消防署   |
| A290         | 鶴見消防署   |
| A291         | 水上消防署   |
| A374         | 阿倍野消防署 |
| A384         | 北消防署     |
| A391         | 福島消防署   |
| A901         | 浪速消防署   |
| A902         | 西成消防署   |
| A903         | 東住吉消防署 |
| A904         | 都島消防署   |
| A997         | 鶴見消防署   |
| A998         | 阿倍野消防署 |
| A999         | 水上消防署   |

## 消防広域応援
大阪圏の中では最大の消防組織であることから、日頃から府下の周辺市および兵庫県尼崎市にも出動または応援を行っている。また、緊急消防援助隊や国際消防救助隊としての活動実績も多い。
以下、一例を挙げる。
- 2007年1月30日、奈良県上北山村の土砂崩れで車が下敷きになり3人が亡くなった事故では、緊急消防援助隊として陸上部隊（救助隊員）と同消防局航空隊所属のAS365を2機を派遣した。事故当時、奈良県の消防防災ヘリと奈良県警のヘリはともに点検中だった。
- 福知山線脱線事故のさい、数多くの周辺市の消防が緊急消防援助隊として尼崎の現場へ出動したが、このうち最も多く出動したのが大阪市消防局であった。
- 1995年1月の阪神・淡路大震災でも応援出場した。
- 2024年1月4日に石川県輪島市に派遣されていた大阪市消防局の特別高度救助隊等が発生から72時間後に家屋の下敷きになっていた女性を救出したと発表した[23][24]。

- 緊急消防援助隊として出場した主な災害[25][26]
  - 2001年3月：芸予地震災害
  - 2003年10月：十勝沖地震及び苫小牧出光興産石油タンク火災
  - 2004年7月：福井豪雨災害
  - 2004年10月：平成16年台風第23号豊岡市水災害
  - 2005年3月：福岡県西方沖地震
  - 2005年4月：JR福知山線脱線事故
  - 2005年1月：奈良県吉野郡上北山村土砂崩れによる車両埋没事故
  - 2007年3月：能登半島地震
  - 2011年3月：東北地方太平洋沖地震に伴う東日本大震災（東北地方での捜索・救助・救急活動）
  - 2011年3月：福島第一原子力発電所事故（使用済み核燃料プールへの放水活動）
  - 2014年8月：平成26年8月豪雨による広島市の土砂災害
  - 2016年4月：熊本地震
  - 2017年7月：平成29年7月九州北部豪雨による水害
  - 2018年6月：大阪府北部地震
  - 2018年7月：平成30年7月豪雨による水害（西日本豪雨）
  - 2024年1月：能登半島地震
- 国際消防救助隊（国際緊急援助隊）として出場した主な災害[27]
  - 1991年4月：バングラデシュ人民共和国サイクロン
  - 1996年10月：エジプト・アラブ共和国ビル倒壊事故
  - 1997年9月：インドネシア森林火災
  - 1999年1月：コロンビア共和国地震
  - 2004年12月：インドネシア共和国スマトラ島沖地震

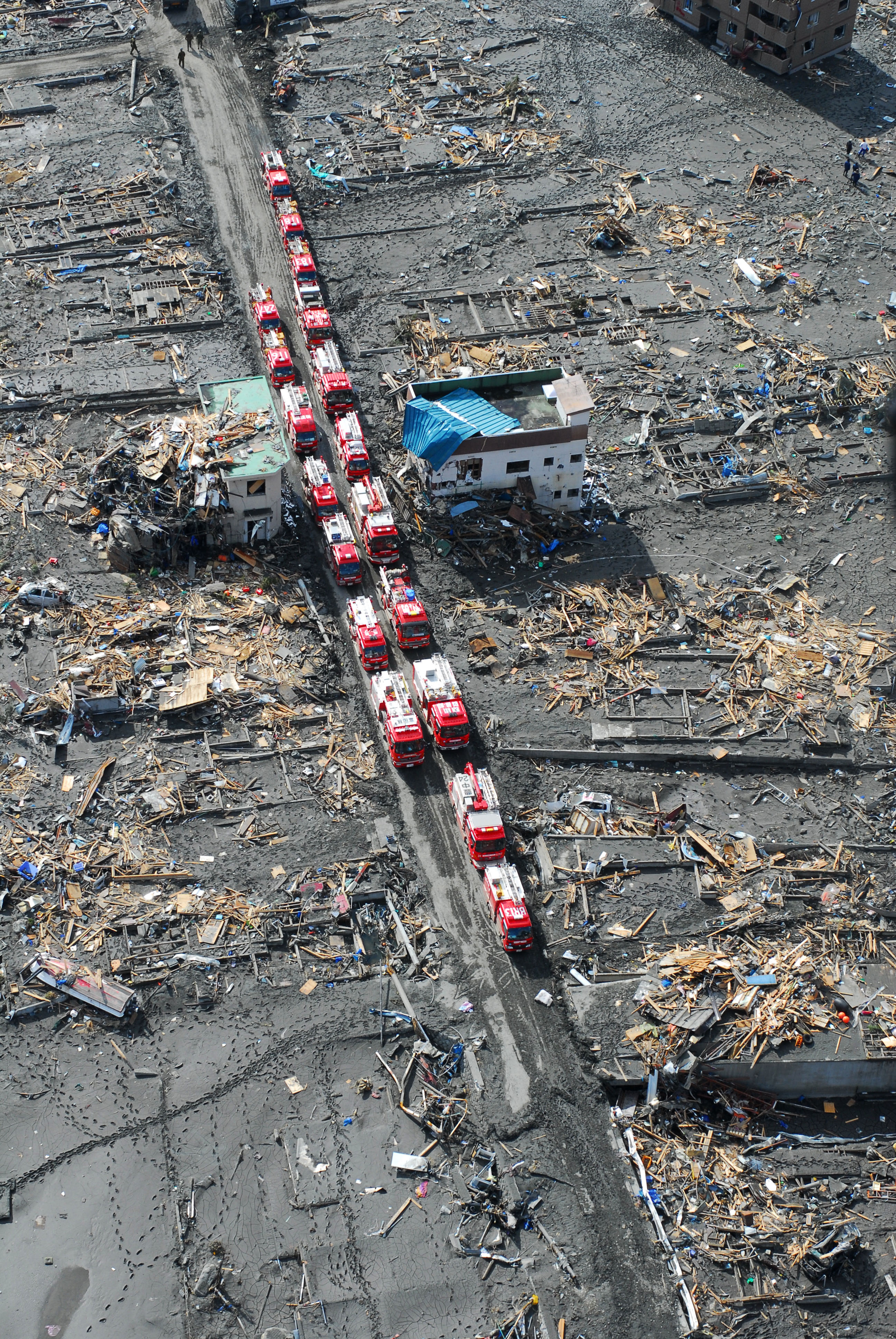
東日本大震災被災地で活動する大阪府隊の車列
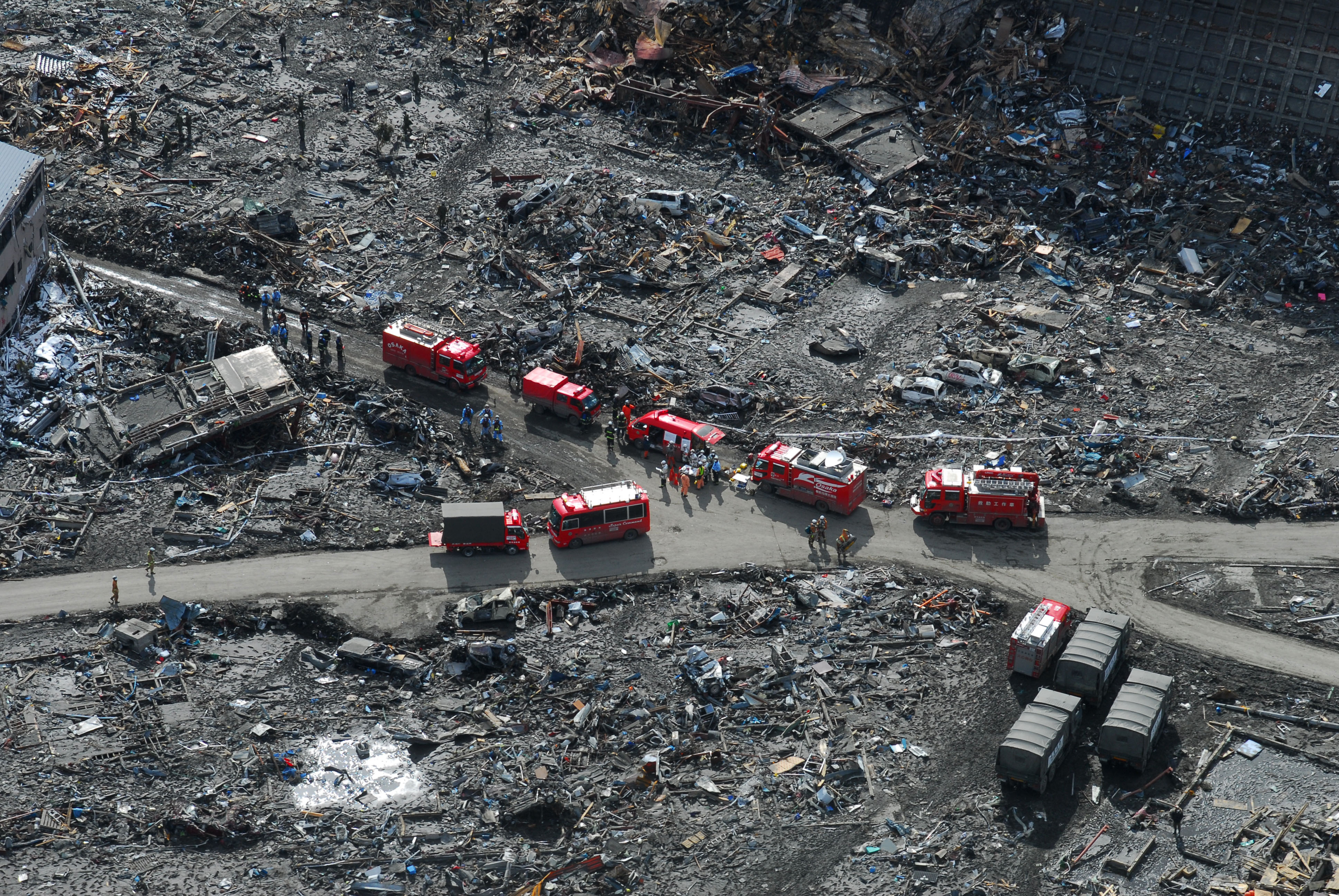
東日本大震災被災地で活動する緊急消防援助隊大阪府隊

## その他
- 大阪市消防局セイバーミライ

2012年（平成24年）より活動している、タカラトミーが発売しているトミカとのタイアップによる広報キャラクター。同キャラクターは大阪市消防局の一員として「任命」されている。
- ボーダーライン (テレビドラマ)

大阪市消防局が撮影協力のNHKドラマ。
消防局に関連する事柄
- 大阪市立阿倍野防災センター

大阪市が設置する体験型の防災学習施設である。
- 救急安心センターおおさか（#7119）

救急車を呼ぶべきか、今すぐ病院に行くべきか迷ったときの救急相談を、大阪府内全域から24時間年中無休で受付けるコールセンターを本局内に設置。

## 事案

### 殉職
- 2025年8月18日大阪市中央区宗右衛門町で発生したビル火災において消火作業に当たっていた浪速消防署恵比須出張所勤務の50代消防司令と20代消防士2名が消火活動中に建物内に取り残され、それぞれ6階部分において発見、他の消防隊に救出され、病院に搬送されるも死亡確認された。[31]

### 職員による不祥事
- 2004年 - 西宮神社の「福男選び」において、署員が一番福となったが、後日この男性が同僚とともに他の参加者を妨害したことがマスコミやインターネット上で話題になり、一番福を返上する騒動になった[32][33]。
- 2017年11月3日 - 男性救急隊員が無免許状態（失効）のまま約5ヶ月間にわたり83回、救急車を運転していたことが判明[34]。
- 2018年2月26日 - 大正消防署の男性消防士（23歳）が、休暇中だった2018年2月2日、滞在していた那覇市の飲食店内にて所持していた大麻を使用したという。消防士は店側の通報で駆けつけた沖縄県那覇警察署員から大麻取締法違反容疑で事情聴取を受け、容疑を認めた。2月29日、本消防局は、男性消防士を懲戒免職処分とした[35]。

### 市保健局へ注意
- 2020年 - 大阪市が新型コロナウィルス対策用に寄付を募ったレインコート・雨合羽約33万枚の保管状態が市火災予防条例に違反[36]している疑いがあるとして、同年6月、担当する大阪市保健局へ注意を行った[37][38]。